# Rio das Lontras (Chopim)
Der Rio das Lontras ist ein etwa 35 km langer linker Nebenfluss des Rio Chopim im Süden des brasilianischen Bundesstaats Paraná.

## Etymologie
Lontras sind die südamerikanischen Verwandten der Fischotter. Der Flussname bedeutet somit auf Deutsch Otterfluss.

## Geografie

### Lage
Das Einzugsgebiet des Rio das Lontras befindet sich auf dem Terceiro Planalto Paranaense (Dritte oder Guarapuava-Hochebene von Paraná).

### Verlauf
Sein Quellgebiet liegt im Munizip Palmas auf 1.125 m Meereshöhe etwa 10 km westlich des Hauptorts. Es liegt an der Staatsgrenze zu Santa Catarina, die hier von der Wasserscheide zwischen Rio Iguaçu und Rio Uruguay bestimmt wird
Der Fluss verläuft in nordwestlicher Richtung. Er bildet in seinem Unterlauf die Grenze zwischen den beiden Munizipien Palmas und Clevelândia. Er mündet auf 881 m Höhe von links in den Rio Chopim. Er ist etwa 35 km lang.

### Munizipien im Einzugsgebiet
Am Rio das Lontras liegen die zwei Munizipien Palmas und Clevelândia.